# A・Y・ジャクソン

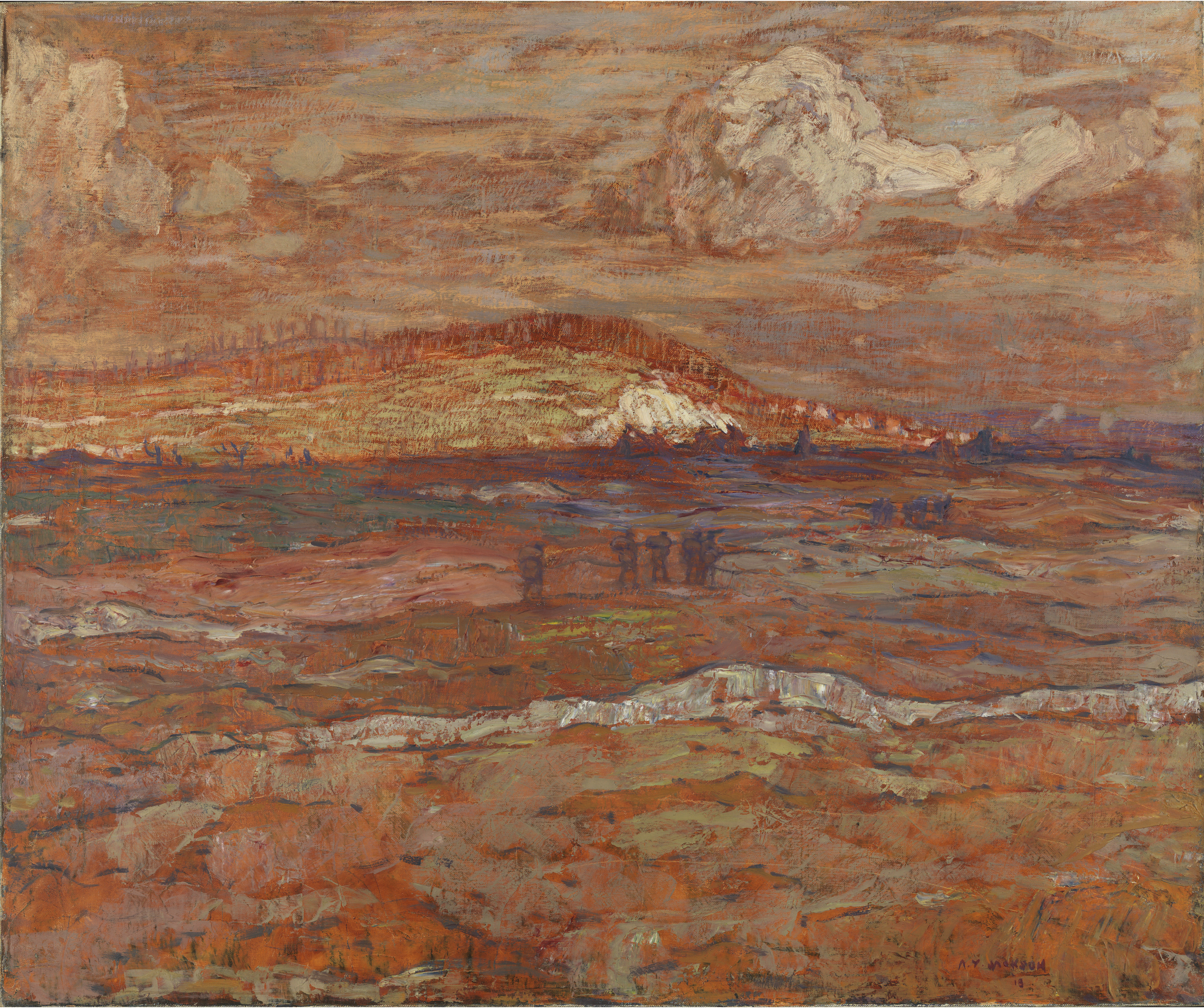
1918年に描かれたジャクソンの風景画

A・Y・ジャクソンとして知られるアレキサンダー・ヤング・ジャクソン（Alexander Young Jackson CC CMG RCA、1882年10月3日 - 1974年4月5日）はカナダの画家である。J・E・H・マクドナルドらとカナダの風景画家のグループ、グループ・オブ・セブンを創設したメンバーの一人である。

## 略歴
モントリオールで生まれた。9歳の時、父親は事業に失敗し、妻と6人の子供を残していなくなったので、マクドナルドは美術出版の会社の下働きとして働かなければならなかった。この会社で美術の訓練を受け、夜にモントリオール美術協会の絵画教室で学んだ。23歳になった時、貨物船でヨーロッパに渡り、その後、シカゴに戻り、シカゴでシカゴの商業デザイン会社で働き、シカゴ美術館の美術教室で学んだ。資金をためて1907年に再びヨーロッパに渡り、パリの私立美術学校のアカデミー・ジュリアンでジャン＝ポール・ローランスに学んだ。1908年にはニュージーランド生まれの同僚のエリック・スペンサー・マッキーと、多くの芸術家が集まったパリ郊外のエタンプにも滞在し、そこで活動する画家たちから影響を受けた。
1912年にモントリオールに戻った。ジャクソンの仕事に興味をもった、画家、デザイナーのJ・E・H・マクドナルドに招かれて1913年にトロントに移った。マクドナルドは友人の裕福な画家、ローレン・ハリスがジャクソンの作品の購入に興味を持っているとしてトロントで働くことを勧めた。トロントではマクドナルドが美術監督を務める出版会社で働いていたトム・トムソンと共同でスタジオを開き、トムソンに、絵画の技法を教え、1914年にトムソンと共にカナダを旅し、風景を描いた。アーサー・リズマー(Arthur Lismer)やフレデリック・ヴァーリー(Frederick Varley)ともカナダを旅して作品を制作した。
第一次世界大戦が始まった後、カナダ陸軍に召集され、兵士として負傷した後は戦争画家として働いた。1918年にカナダに帰国し、画家の活動を再開し、グループ・オブ・セブンの創立メンバーになり、1920年の最初のグループ展に出展した。1920年にはモントリオールの画家たちと「Beaver Hall Group」を結成し、会長を務め、グループ展を開いた。このグループは3年間で4回の展覧会を開いて解散したが、カナダを代表する女性画家たちが加わっていた。1924年からトロントのオンタリオ芸術大学(Ontario College of Art)で教えた。その後もカナダの美術界で指導的な役割を果たし、1967年にカナダ勲章(Companions of the Order of Canada, C.C.)を受勲した。